# Paso de los Libres
Paso de los Libres (antiguamente llamada Restauración) es una localidad argentina, ubicada en la provincia de Corrientes, cabecera del departamento homónimo. Se encuentra junto a la frontera brasileña, frente a la ciudad de Uruguayana (Río Grande del Sur), fue fundada el 12 de septiembre de 1843 por el general Joaquín Madariaga, ubicada a 368 kilómetros de la Ciudad de Corrientes. El municipio comprende la isla Guardaisla.
En esta ciudad nació el 28 de octubre de 1908 Arturo Frondizi, abogado y político argentino que fue Presidente de la Nación Argentina entre el 1 de mayo de 1958 y el 29 de marzo de 1962.
Posee interconexión vial con la ciudad de Uruguayana, Brasil por el Puente Internacional Agustín P. Justo-Getúlio Vargas.
Paso de los Libres es famosa por las celebraciones de carnaval al estilo brasileño. La ciudad es conocida como la Cuna del Carnaval Argentino, hay registros de 1879 de esta festividad, pero el estilo brasileño se incorporó a fines de la década del '40. Las instituciones carnestolendas más importantes son C.S.C y D Carumbé, A.C.S y D Zum-Zum, y A.E.S Tradición.
Actualmente es base operativa de medios aéreos del Plan Nacional de Manejo del Fuego.
La ciudad tiene importancia estratégica comercial internacional, teniendo en vista que está localizada equidistante de Buenos Aires (Capital de Argentina), Montevideo (Capital de Uruguay) y Asunción (Capital de Paraguay).

## Guarnición
| Unidades de la Guar Ej Paso de los Libres             | Abreviatura                     |
| ----------------------------------------------------- | ------------------------------- |
| Grupo de Artillería de Monte 3                        | GA Mte 3                        |
| Sección de Inteligencia de Monte «Paso de los Libres» | Sec Icia Mte Paso de los Libres |

## Origen
Paso de los Libres recuerda a los 108 compañeros del General Joaquín Madariaga, con los que emprendió -desde su exilio brasileño- la campaña contra el gobernador Pedro Dionisio Cabral, adicto al gobierno bonaerense de Juan Manuel de Rosas, que acabaría con la derrota de las fuerzas de este, lideradas por el coronel José Miguel Galván en la batalla de Laguna Brava el 6 de mayo de 1843.

## Población
Cuenta con 43 251 habitantes (Indec, 2010), lo que representa un incremento del 6,8 % frente a los 40 494 habitantes (Indec, 2001) del censo anterior. Es la tercera ciudad en población dentro de la provincia de Corrientes y la décima más poblada de la región del NEA.

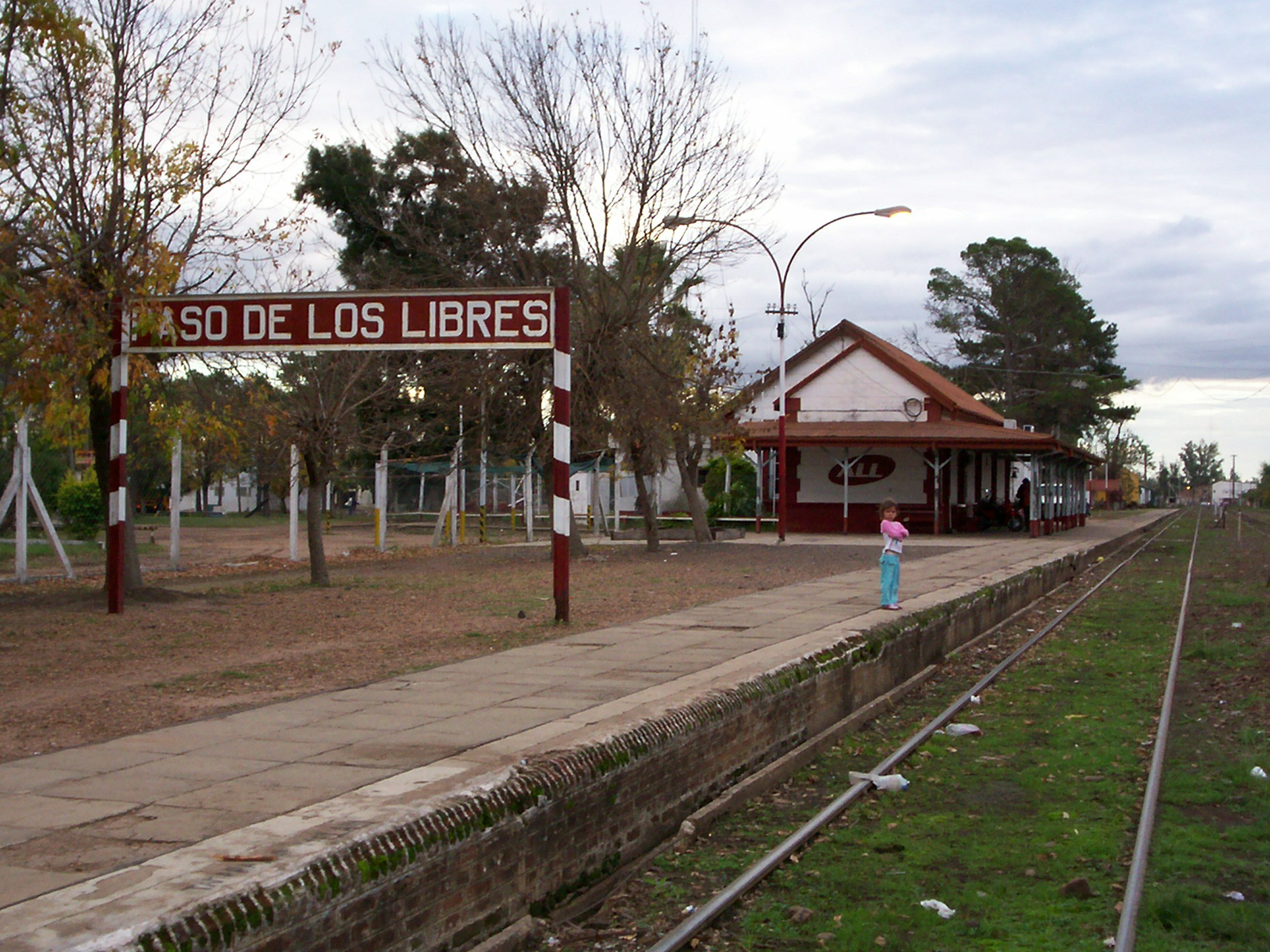
Estación Paso de los Libres, Ferrocarril Urquiza.

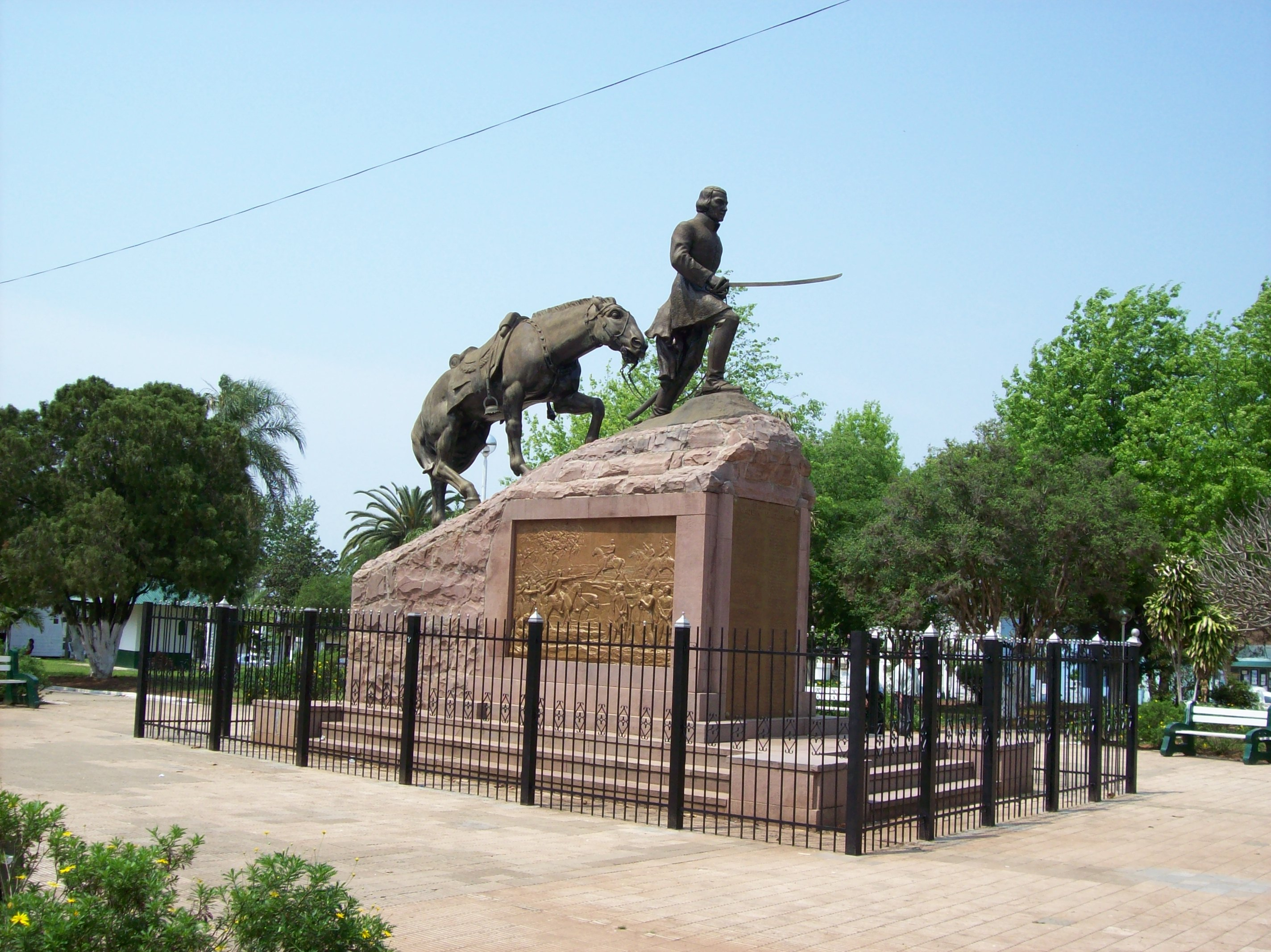
Monumento al general Joaquín Madariaga y sus 108 valientes en la plaza Independencia

| Gráfica de evolución demográfica de Paso de los Libres entre 1991 y 2010 |
|                                                                          |
| Fuente: censos nacionales del INDEC                                      |

## Sitios históricos
- Parque municipal de turismo Juan Domingo Perón, sobre la Laguna Brava, muy bien equipado. A a poca distancia del Puente Internacional. Cuenta con parrillas, juegos para niños, baños, agua y energía eléctrica, cancha de fútbol, vóley, circuito de Moto Cross y de 4×4. Posee además, una excelente vista panorámica sobre el Puente Internacional, el río Uruguay y la ciudad de Uruguayana. Aquí funcionó el Hotel de Turismo, de 1950. Su estructura era una réplica del hotel que se encuentra en Corrientes capital, arquitectura nacional de reminiscencias coloniales. El mismo fue demolido hace algunos años.
- Monumento a Ernesto Montiel. Originalmente se encontraba sobre el camino de entrada a Paso de los Libres, a metros de la Aduana. Actualmente ha sido trasladado a la plaza Independencia, frente a la Municipalidad. Es un homenaje de su ciudad natal al célebre chamamecero, creador del Cuarteto Santa Ana.
- Monolito Conmemorativo del Combate de Yatay. Evoca la acción militar desarrollada entre los aliados de la Triple Alianza y los invasores del Paraguay el 17 de agosto de 1865. Lugar Histórico en 1942. Allí se puede apreciar el arroyo Yatay, y pasear por sus orillas.
- Monumento por la Paz y la Amistad de los Pueblos, ubicado sobre una elevación donde se desarrollara el Combate de Yatay, desde donde se puede disfrutar del paisaje. Al pie se encuentra una placa recordatoria en adhesión al Año Internacional de la Paz, para promover la integración espiritual y cultural de Argentina, Paraguay, Uruguay y Brasil.
- Monolito en homenaje a los caídos en la contrarrevolución radical del año 1932. Se encuentra en el lugar de los hechos, un poco alejado de la localidad en un campo que mira el río Uruguay.
- Monolito en homenaje a los Ciento Ocho Valientes, iniciativa de Arturo Freyche, subprefecto de la zona del Alto Uruguay, después denominado Capitán de Fragata. Construido con piedras en el lecho del río por personal de la Prefectura Naval Argentina, cuando se cumplía el centenario del pasaje de los Ciento Ocho Valientes.
- Monolito en Homenaje al Aviador Amado Freyche, quien se accidentó con su avión el 6 de junio de 1930. El representaba un gran orgullo para la ciudad, la tradición acuñó su recuerdo nombrándolo como El Amadito.

## Clima

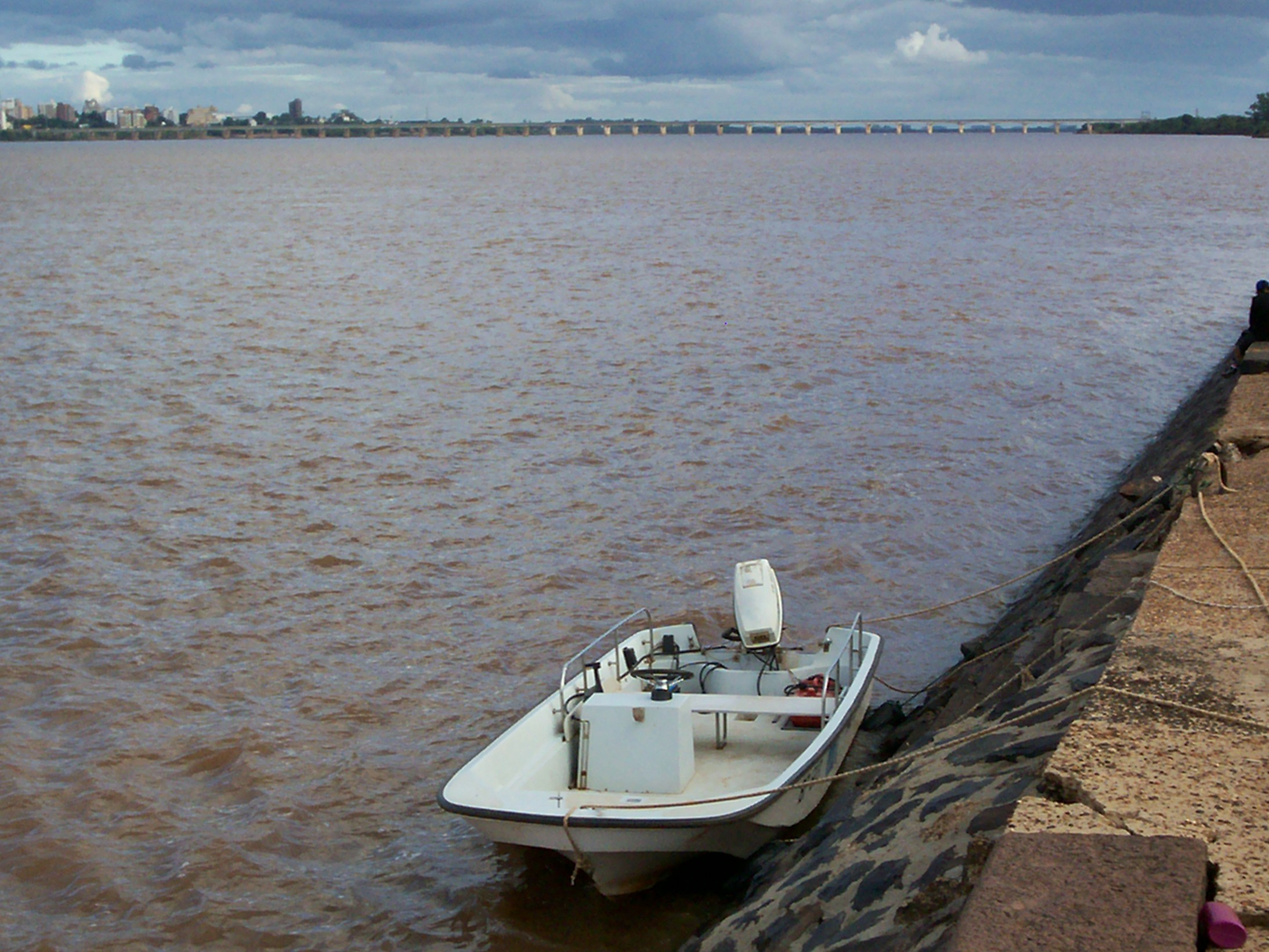
Río Uruguay y puente internacional Getulio Vargas-Agustín P. Justo vistos desde Paso de los Libres

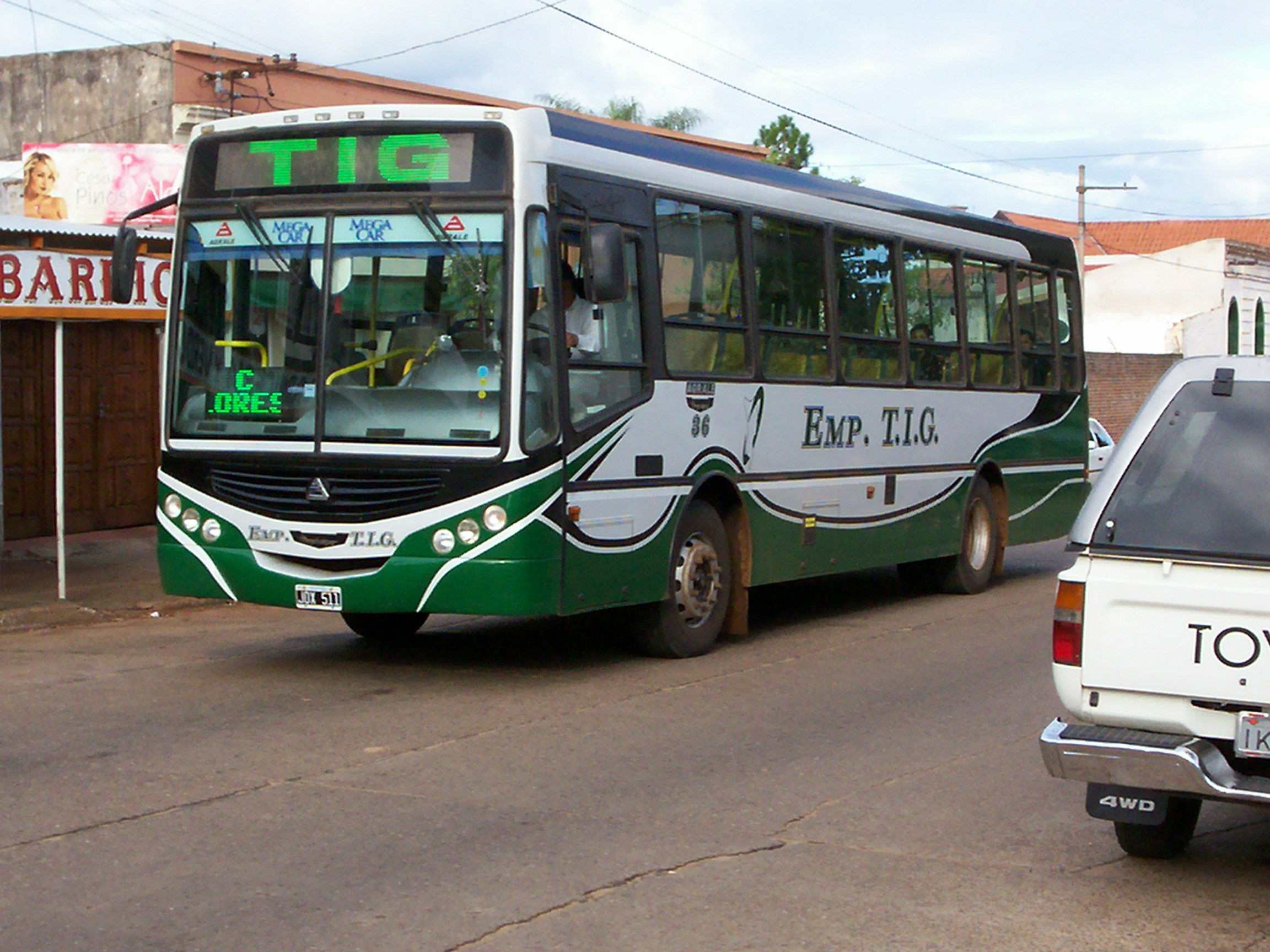
Colectivo urbano de Paso de los Libres

| Parámetros climáticos promedio de Paso de los Libres Aero (1991-2020) | Parámetros climáticos promedio de Paso de los Libres Aero (1991-2020) | Parámetros climáticos promedio de Paso de los Libres Aero (1991-2020) | Parámetros climáticos promedio de Paso de los Libres Aero (1991-2020) | Parámetros climáticos promedio de Paso de los Libres Aero (1991-2020) | Parámetros climáticos promedio de Paso de los Libres Aero (1991-2020) | Parámetros climáticos promedio de Paso de los Libres Aero (1991-2020) | Parámetros climáticos promedio de Paso de los Libres Aero (1991-2020) | Parámetros climáticos promedio de Paso de los Libres Aero (1991-2020) | Parámetros climáticos promedio de Paso de los Libres Aero (1991-2020) | Parámetros climáticos promedio de Paso de los Libres Aero (1991-2020) | Parámetros climáticos promedio de Paso de los Libres Aero (1991-2020) | Parámetros climáticos promedio de Paso de los Libres Aero (1991-2020) | Parámetros climáticos promedio de Paso de los Libres Aero (1991-2020) |
| Mes                                                                   | Ene.                                                                  | Feb.                                                                  | Mar.                                                                  | Abr.                                                                  | May.                                                                  | Jun.                                                                  | Jul.                                                                  | Ago.                                                                  | Sep.                                                                  | Oct.                                                                  | Nov.                                                                  | Dic.                                                                  | Anual                                                                 |
| --------------------------------------------------------------------- | --------------------------------------------------------------------- | --------------------------------------------------------------------- | --------------------------------------------------------------------- | --------------------------------------------------------------------- | --------------------------------------------------------------------- | --------------------------------------------------------------------- | --------------------------------------------------------------------- | --------------------------------------------------------------------- | --------------------------------------------------------------------- | --------------------------------------------------------------------- | --------------------------------------------------------------------- | --------------------------------------------------------------------- | --------------------------------------------------------------------- |
| Temp. máx. abs. (°C)                                                  | 40.1                                                                  | 40.4                                                                  | 39.6                                                                  | 36.7                                                                  | 34.4                                                                  | 31.5                                                                  | 31.0                                                                  | 35.6                                                                  | 36.4                                                                  | 38.3                                                                  | 39.4                                                                  | 41.1                                                                  | 41.1                                                                  |
| Temp. máx. media (°C)                                                 | 32.2                                                                  | 31.1                                                                  | 29.5                                                                  | 26                                                                    | 21.8                                                                  | 19.6                                                                  | 19.0                                                                  | 21.8                                                                  | 23.2                                                                  | 25.8                                                                  | 28.6                                                                  | 31.0                                                                  | 25.8                                                                  |
| Temp. media (°C)                                                      | 26.0                                                                  | 25.1                                                                  | 23.4                                                                  | 20.1                                                                  | 16.4                                                                  | 14.2                                                                  | 13.4                                                                  | 15.4                                                                  | 17.2                                                                  | 20.2                                                                  | 22.6                                                                  | 24.9                                                                  | 19.9                                                                  |
| Temp. mín. media (°C)                                                 | 20.6                                                                  | 20.0                                                                  | 18.4                                                                  | 15.4                                                                  | 12.1                                                                  | 10.1                                                                  | 9.0                                                                   | 10.3                                                                  | 12.2                                                                  | 15.2                                                                  | 16.9                                                                  | 19.2                                                                  | 15.0                                                                  |
| Temp. mín. abs. (°C)                                                  | 10.2                                                                  | 10.6                                                                  | 5.8                                                                   | 3.2                                                                   | −0.2                                                                  | −4.0                                                                  | −2.6                                                                  | −3.0                                                                  | 0.2                                                                   | 4.8                                                                   | 6.0                                                                   | 10.0                                                                  | −4.0                                                                  |
| Precipitación total (mm)                                              | 143.9                                                                 | 144.4                                                                 | 148.9                                                                 | 180.4                                                                 | 125.4                                                                 | 88.9                                                                  | 68.2                                                                  | 57.0                                                                  | 91.7                                                                  | 173.0                                                                 | 184.2                                                                 | 161.7                                                                 | 1517.5                                                                |
| Fuente: Servicio Meteorológico Nacional promedio 1991-2020            |                                                                       |                                                                       |                                                                       |                                                                       |                                                                       |                                                                       |                                                                       |                                                                       |                                                                       |                                                                       |                                                                       |                                                                       |                                                                       |

## Medios de transporte
- Terrestre
  - Desde Misiones, Por la ruta provincial RP 40 y RN 12
  - Desde Buenos Aires, por la RN 9 hasta Zárate. Desde allí se toma la RN 12, y se ingresa a Entre Ríos. En Entre Ríos debe seguir por la RN 14, cruzando toda la provincia hasta Corrientes, donde por la misma ruta se llega a Paso de los Libres
  - Desde Santa Fe, Túnel Subfluvial, Paraná RN 12 y luego pasando Goya tomar la RN 123 hasta Paso de los Libres
  - Desde Salta, Jujuy, Tucumán, Santiago del Estero, RN 16 hasta Corrientes, luego Ruta Nacional 12 (hacia el sur) y pasando Bella Vista tomar la Ruta Nacional 123 hasta Paso de los Libres
  - Desde Brasil, Puente Internacional Getúlio Vargas-Agustín P. Justo
- Autobús
  - Hay servicios desde el Gran Buenos Aires y el interior del país a la ciudad de Corrientes. Desde allí se toma otro ómnibus hasta Paso de los Libres. También varias empresas brindan servicios directos desde Capital Federal y el GBA hasta Paso de los Libres.
- Avión
  - Desde Buenos Aires y algunas ciudades del interior del país al Aeropuerto Internacional Piragine Niveyro, de la ciudad de Corrientes. Hay aeropuerto de menor escala en Paso de los Libres, pero actualmente no recibe ningún vuelo de línea aérea.
- FF.CC. 
  - El tren de pasajeros El Gran Capitán, del ramal General Urquiza (FCGU), que parte desde Federico Lacroze en la ciudad de Buenos Aires y termina en Posadas, Misiones, tiene estación en Paso de los Libres. Actualmente esta fuera de servicio desde el año 2011.

## Fiestas
- Carnaval: acontecen durante el mes de febrero, la mayoría de los concurrentes son locales y ocasionalmente brasileños y turistas que están a camino de Brasil.
- Fiesta Patronal de San José: los 19 de marzo se celebra al Santo con un festival y una procesión.
- Encuentro de Jeeperos: en mayo, el fan de los jeeps de la región y de Brasil, participan de un rally.
- Festival del mate y de la amistad: con mateadas públicas, feria de artesanos y juegos para niños, festival folclórico con participación de músicos locales y de la región.
- Festival del guiso: en 2007 fue declarada Fiesta Nacional del guiso. Se realiza en el parque municipal Juan Domingo Perón.
- Feria del Libro y de la Cultura del MERCOSUR: bienalmente, es un acontecimiento cultural importante de la zona.
- Aniversario de la ciudad: 12 de septiembre.
- Concurso internacional de pesca variada: Se realiza en octubre, por el Club Náutico Libreño.
- Festival Don Ernesto Montiel: para el Pre-Cosquín.
- Fiesta de Promesas a Santa Cecilia: 22 de noviembre, se celebra a la Patrona de la Música, con variadas manifestaciones al estilo correntino.
- Festival "Homenaje a Ernesto Montiel": 6 de diciembre se recuerda a este prohombre del folclore, en su monumento ahora dispuesto en la plaza Independencia.
- 10K de Libres: carrera pedestre de 10400mts se realiza el mes de septiembre de cada año desde 2009, una prueba atlética con largada en plaza San Martín y llegada en el Monumento a La Paz por los Pueblos en Lomas Valentinas del Yatay 5ta Sección Ombucito.

## Personalidades
Salvador Di Tomaso
Nacido el 24 de abril el año 1904. Vicegobernador de Corrientes en el año 1963. El 7 de agosto de 1938 asumió como primer intendente de Paso de los Libres. Ese día se instalaba el Concejo Deliberante en Paso de los Libres, pueblo fronterizo que se convirtió ese año en ciudad, siendo su primer intendente municipal el caudillo autonomista Salvador Di Tomaso.
El presidente del primer Concejo Deliberante fue el ingeniero agrónomo y primer director de la Escuela Normal Regional, Claudio Godoy, a quien acompañaban en su tarea integrando el cuerpo legislativa que inauguraba sus deliberaciones: el médico Gerardo A. Insaurralde, el maestro y farmacéutico Tomás A. Ortiz, el dentista Horacio Mouzo Cabral, el hacendado Agustín Faraldo, el periodista Francisco Mateos Doblas, el estanciero José María Curuceaga y el comerciante Carlos Sanabria.
- Ernesto Montiel, músico.
- Arturo Frondizi, político, presidente de la Nación Argentina.
- Gustavo Eberto, deportista.
- Ramona Estela Rivelli, atleta.
- Néstor Acuña, músico.
- Ariel Acuña, músico.
- Éstel Gómez, actriz.
- Gicela Méndez Ribeiro, cantante.
- Roberto Delgado, publicista, personalidad carnavalesca.
- Ramón "Dinamita" Alegre, atleta, boxeo.

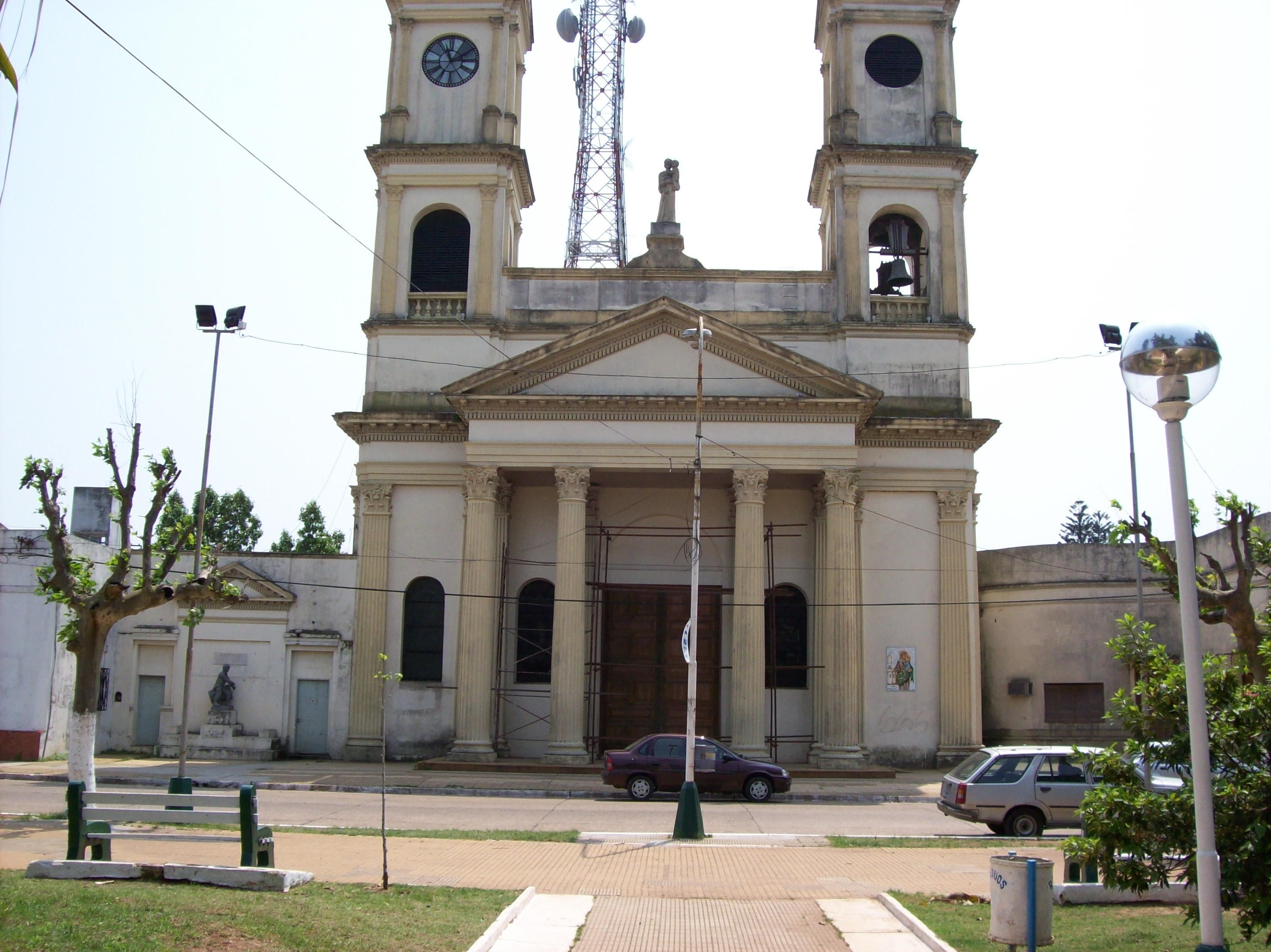
Iglesia San José frente a la plaza Independencia.

## Parroquias de la Iglesia católica en Paso de los Libres
| Diócesis   | Santo Tomé                                                     |
| ---------- | -------------------------------------------------------------- |
| Parroquias | San José, Santa Rosa de Lima, Cristo Rey, Santa Ana, La Merced |